# Епархия Николе
Епархия Николе (лат. Dioecesis Nicoletana) — епархия Римско-Католической церкви с центром в городе Николе, Канада. Епархия Николе входит в митрополию Шербрука. Кафедральным собором епархии является Собор Иоанна Крестителя.

## История
10 июля 1885 года Святой Престол учредил епархию Николе, выделив её из епархии Труа-Ривьера.

## Ординарии епархии
- епископ Elphège Gravel (10.07.1885 — 28.01.1904)
- епископ Joseph-Simon-Herman Brunault (28.01.1904 — 21.10.1937)
- епископ Albini Lafortune (17.05.1938 — 8.11.1950)
- епископ Joseph Albertus Martin (8.11.1950 — 14.03.1989)
- епископ Raymond Saint-Gelais (14.03.1989 — 11.07.2011)
- епископ Andre Gazaille (с 11.07.2011)

## Источник
- Annuario Pontificio, Libreria Editrice Vaticana, Città del Vaticano, 2003, ISBN 88-209-7422-3.